# 창원 덕천리 유적
창원 덕천리 유적(昌原 德川里 遺蹟)은 대한민국 경상남도 창원시 의창구 동읍에 있는 유적이다. 1993년 12월 27일 경상남도의 문화재자료 제206호로 지정되었다.

## 개요
이 유적은 1992년 10월부터 1993년 5월까지 약 7개월에 걸쳐 발굴조사가 실시된 경남 창원시 의창구 동읍 육군종합정비창 내에 있는 청동기시대 유적이다.
이곳에서는 지석묘 23기, 수혈2기, 환호를 비롯하여 묘역으로 판단되는 길이 62.3m, 너비 21m의 대규모 석축시설이 확인되었다. 유물은 무문토기, 동검, 석검, 석촉 등 무기류와 관옥이 출토되어 청동기시대 지배계층의 위상이 어느 정도인지를 짐작하게 해준다.
발굴 조사된 20여 기의 지석묘 중 일부는 원래의 자리(창원시 의창구 동읍 육군종합정비창 내)에 복원되었으며, 3호와 5호 지석묘는 1993년 경남대학교로 이전해왔다. 발굴된 유물은 경남대학교박물관에 전시되어 있다.

## 참고 자료
- 창원 덕천리 유적 - 국가유산청 국가유산포털